# Sümeghy József (geológus)
Dr. Sümeghy József Eduárd (Csabrendek, 1892. január 4. – Budapest, 1955. november 11.) magyar geológus, a föld- és ásványtani tudományok doktora (posztumusz, 1956). A hazai síkvidéki földtani kutatás egyik megalapozója.

## Családja és származása
A Zala vármegyei Csabrendeken született római katolikus kispolgári családban. Apja Sümeghy József (1864–1938), falusi kántor, elemi iskola igazgató, földbirtokos, anyja Szilágyi Ilona volt. Apai nagyszülei Sümeghy Zsigmond, alsólendvai uradalmi szolga és Varga Teréz voltak. Sümeghy József geológus 1920-ban eljegyezte Köhler Máriát; az újság cikkekben hamisan magára vette az őt nem illető "lovászi" és "szentmargitai" nemesi előneveket, amelyek a kihalt lovászi és szentmargitai Sümeghy családot illeték. Sümeghy József geológus családja nem ehhez a nemzetséghez tartozott és nem ismeretes miért kísérelte meg a kihalt nemesi család identitását bitorolni.

### Házassága és leszármazottjai
1921. július 14-én Acsádon feleségül vette a polgári származású Köhler Mária (Pestújhely, 1895. március 3. –) polgári iskolatanárnőt, akinek a szülei Köhler Ede és Horváth Erzsébet voltak. Sümeghy József és Köhler Mária frigyéből született:
- Sümeghy Éva (Szombathely, 1924. július 24.), fővárosi tanítónő. Férje: Cságoly Ferenc László (Ördöghenye, 1920. november 7.) [9]

## Életpályája
Egyetemi tanulmányait Kolozsvárt végezte. Döntő hatással voltak pályájára Gaál István őslénytani kollégiumai. 1920-ban megszerezte a doktorátust, ugyanakkor kinevezték tanársegéddé a Szegedre települt kolozsvári egyetem ásvány-földtani tanszékére. 1926-ban a Földtani Intézetbe került, ahol Horusitzky Henrik utódja lett. Előbb osztálygeológusként dolgozott, majd 1932-ben főgeológussá nevezték ki. 1946-tól  a Földtani Intézet vízügyi, majd síkvidéki osztályának vezetője volt. 1950-ben ő vezette a sík vidéki területek egységes újratérképezését.

## Kutatási területe
Kutatásait eredetileg a Nyugat-Dunántúlon végezte. Aa mélyfúrások anyaga alapján a pannóniai rétegsor kérdéseit  új megvilágításba helyezte. Az 1920-as évek végétől sík vidéki geológiával foglalkozott. Új alapokat teremtett az ún. sík vidéki, legfiatalabb negyedkori üledékekre korlátozódó földtani térképezés számára. Kőzetfacies-térképei úttörő jelentőségűek. Elsőként vizsgálta a Nagy-Alföld geotermikus viszonyait.  Nevéhez fűződik Magyarország új, 1:300 000 arányú talajtérképe.

## Főbb művei
- A baltavári lelőhely rétegtani helyzete (Földtani Közlöny, Budapest, 1923);
- Zalaegerszeg környékének levantei képződményei (Földtani Közöny, 1925);
- Pannóniai korú fauna az Alföldről (Földtani Közlöny, 1927);
- A Nagykunság felszíni képződményei (Földtani Intézet évi jelentése, Bp., 1937);
- A magyar medence pliocénjának és pleisztocénjának osztályozása (Bp., 1941);
- Tiszántúl (Bp., 1944); A magyarországi pliocén és pleisztocén (Bp., 1955).

## Tudományos fokozata
- a föld- és ásványtani tudományok doktora (posztumusz, 1956).